# The Lord of the Rings: The Fellowship of the Ring (soundtrack)
The Lord of the Rings: The Fellowship of the Ring is de soundtrack van de Britse film The Lord of the Rings: The Fellowship of the Ring. Het album werd gecomponeerd door Howard Shore en kwam uit op 20 november 2001, enkele dagen voor de film.

## Tracklist
Alle muziek is geschreven door Howard Shore.
| 1.                 | The Prophecy                     | Philippa Boyens   | 3:55 |
| 2.                 | Concerning Hobbits               |                   | 2:55 |
| 3.                 | The Shadow of the Past           |                   | 3:32 |
| 4.                 | The Treason of Isengard          |                   | 4:00 |
| 5.                 | The Black Rider                  |                   | 2:48 |
| 6.                 | At the Sign of the Prancing Pony |                   | 3:14 |
| 7.                 | A Knife in the Dark              |                   | 3:34 |
| 8.                 | Flight to the Ford               |                   | 4:14 |
| 9.                 | Many Meetings                    |                   | 3:05 |
| 10.                | The Council of Elrond            | Roma Ryan         | 3:49 |
| 11.                | The Ring Goes South              |                   | 2:03 |
| 12.                | A Journey in the Dark            |                   | 4:20 |
| 13.                | The Bridge of Khazad-dûm         |                   | 5:57 |
| 14.                | Lothlórien                       | Boyens, Shore     | 4:33 |
| 15.                | The Great River                  |                   | 2:42 |
| 16.                | Amon Hen                         |                   | 5:02 |
| 17.                | The Breaking of the Fellowship   | Fran Walsh, Shore | 7:20 |
| 18.                | May It Be                        | Ryan              | 4:19 |
| Totale duur: 71:29 |                                  |                   |      |

## Hitnoteringen

### NPO Klassiek Filmmuziek Top 200
| Als The Lord of the Rings in de NPO Klassiek Filmmuziek Top 200 | Als The Lord of the Rings in de NPO Klassiek Filmmuziek Top 200 | Als The Lord of the Rings in de NPO Klassiek Filmmuziek Top 200 | Als The Lord of the Rings in de NPO Klassiek Filmmuziek Top 200 | Als The Lord of the Rings in de NPO Klassiek Filmmuziek Top 200 | Als The Lord of the Rings in de NPO Klassiek Filmmuziek Top 200 | Als The Lord of the Rings in de NPO Klassiek Filmmuziek Top 200 | Als The Lord of the Rings in de NPO Klassiek Filmmuziek Top 200 | Als The Lord of the Rings in de NPO Klassiek Filmmuziek Top 200 | Als The Lord of the Rings in de NPO Klassiek Filmmuziek Top 200 | Als The Lord of the Rings in de NPO Klassiek Filmmuziek Top 200 |
| Jaar                                                            | 2016                                                            | 2017                                                            | 2018                                                            | 2019                                                            | 2020                                                            | 2021                                                            | 2022                                                            | 2023                                                            | 2024                                                            | 2025                                                            |
| --------------------------------------------------------------- | --------------------------------------------------------------- | --------------------------------------------------------------- | --------------------------------------------------------------- | --------------------------------------------------------------- | --------------------------------------------------------------- | --------------------------------------------------------------- | --------------------------------------------------------------- | --------------------------------------------------------------- | --------------------------------------------------------------- | --------------------------------------------------------------- |
| Positie                                                         | 4                                                               | 4                                                               | 2                                                               | 4                                                               | 4                                                               | 4                                                               | 5                                                               | 7                                                               | 4                                                               | 3                                                               |